# Сергейс Тьолушкінс
Сергейс Тьолушкінс (латис. Sergejs Tjoluškins; народився 7 травня 1983, Рига, Латвія) — латвійський хокеїст, захисник. Виступає в лієпайському Металургсі. Виступав у складі юніорської збірної Латвії (U-18) та молодіжної збірної Латвії (U-20).